# Guerra de vecinos
Guerra de vecinos es una serie de televisión mexicana de comedia. La serie se estrenó el 7 de julio de 2021 en Netflix. El 30 de julio de 2021, la serie fue renovada para una segunda temporada.

## Reparto
- Vanessa Bauche como Leonor Salcido[3] (temporada 1)
- Ana Layevska como Silvia Espinoza[3]
- Pascacio López como Genaro[3] (temporada 1)
- Elyfer Torres como Tere[3]
- Loreto Peralta como Crista[3] (temporada 1)
- Estefanía Coppola como Crista (temporada 2)
- Mark Tacher como Ernesto[3]
- Armando Said como Pablo[4]
- Marco León como Diego[4]
- Christian Vázquez como Tomás[5]
- Sara Isabel Quintero como Dolores[5]
- Luz Aldan como Agustina Salcido (temporada 2)
- Martín Barba como Pinky Corcuera (temporada 2)
- Axel Díaz como Invierno (temporada 2)

## Episodios

### Primera temporada
| N.º | Título                     | Dirigido por | Escrito por | Fecha de lanzamiento original |
| --- | -------------------------- | ------------ | ----------- | ----------------------------- |
| 1   | «Los también lloran»       | TBA          | TBA         | 7 de julio de 2021            |
| 2   | «Axi-NacaR»                | TBA          | TBA         | 7 de julio de 2021            |
| 3   | «Muchach-app»              | TBA          | TBA         | 7 de julio de 2021            |
| 4   | «El Clásico de Cachirules» | TBA          | TBA         | 7 de julio de 2021            |
| 5   | «¡Aquí no pasó nada!»      | TBA          | TBA         | 7 de julio de 2021            |
| 6   | «La guerra fría»           | TBA          | TBA         | 7 de julio de 2021            |
| 7   | «Rappi-dín»                | TBA          | TBA         | 7 de julio de 2021            |
| 8   | «Bellas señoras»           | TBA          | TBA         | 7 de julio de 2021            |